# لوران گیوت
لوران گیوت (انگلیسی: Laurent Guyot؛ زادهٔ ۱۷ دسامبر ۱۹۶۹) بازیکن فوتبال سابق اهل فرانسه است. وی اکنون سرمربی فوتبال است.
از باشگاه‌هایی که در آن بازی کرده‌است می‌توان به باشگاه فوتبال گنگام، باشگاه فوتبال نانت، و باشگاه فوتبال تولوز اشاره کرد.